# أمير الشعراء (مسابقة)
مسابقة أمير الشعراء هو برنامج أدبي يأخذ شكل مسابقة في مجال الشعر العربي تنظمه لجنة إدارة المهرجانات والبرامج الثقافية والتراثية بإمارة أبوظبي كل عامين، بدأ البرنامج في عام 2007 وهو حدث سنوي كبير يتم في آخر كل مسابقة تتويج شاعر بلقب أمير الشعراء الذي كان قد انفرد به الشاعر المصري أحمد شوقي لعقود من الزمن، يتم عرض فعاليات المسابقة على شاشة قناة أبوظبي.

## أهداف المشروع
- النهوض بشعر العربية الفصحى والارتقاء به وبشعرائه، والترويج له في الأوساط العربية.
- إحياء الدور الإيجابي للشعر العربي في الثقافة العربية والإنسانية وإبرازه رسالة محبة وبشير سلام.
- التأكيد على دور مدينة أبوظبي في تعزيز التفاعل والتواصل بين شعراء العربية الفصحى في كل مكان.
- عمل قاعدة بيانات واسعة لشعر الفصحى وشعرائه ونقّاده والعاملين في مجاله ونتاجاتهم في جميع المجالات والوسائط في الوطن العربي.

## شروط المشاركة
- تكون المشاركة مقصورة على القصائد المكتوبة باللغة العربية الفصحى.
- تكون المشاركة مقصورة على شعر الفصحى العمودي التقليدي والشعر الحر أو التفعيلة ولا تقبل قصيدة النثر.
- المشاركة مفتوحة للشعراء من سن الثامنة عشرة إلى سن الخامسة والأربعين فقط.
- سوف تكون الإمارات وأبوظبي مركز التنفيذ الفني للبرنامج.
- سيشارك الشعراء في مراحل متتابعة من المنافسات المتنوعة والتصفيات أمام لجنة تحكيم مختارة.
- ستبث هذه المنافسات تلفزيونياً.
- تبدأ المشاركة بأن يرسل الشاعر من أشعاره قصيدة عمودية واحدة في حدود (20-25) بيتاً أو قصيدة واحدة من شعر التفعيلة (الشعر الحر) لا تزيد عن مقطعين كل واحد منهما في حدود (15) سطراً
- يرسل الشاعر مع قصيدته سيرة ذاتية أدبية مختصرة تبين تاريخ ميلاده وإنجازاته الشعرية وعناوينه وهواتفه وصورة شخصية حديثة له.
- سيفوز في نهاية البرنامج خمسة شعراء، وستكون جوائزهم على النحو التالي:
  - المركز الأول: لقب (أمير الشعراء) + مليون درهم إماراتي + ميدالية ذهبية + وشاح بشعار المهرجان + شهادة فوز، إضافة إلى طبع ديوان له مسموع ومقروء.
  - المركز الثاني: (500) خمسمائة ألف درهم إماراتي + وشاح بشعار المهرجان + ميدالية فضية + شهادة فوز + طبع ديوان له مقروء ومسموع.
  - المركز الثالث: (300) ثلاثمائة ألف درهم إماراتي + وشاح بشعار المهرجان + ميدالية برونزية + شهادة فوز + طبع ديوان له مقروء ومسموع.
  - المركز الرابع: (200) مائتا ألف درهم إماراتي + وشاح بشعار المهرجان + ميدالية برونزية + شهادة فوز + طبع ديوان له مقروء ومسموع.
  - المركز الخامس: (100) مائة ألف درهم إماراتي + وشاح بشعار المهرجان + ميدالية برونزية + شهادة فوز + طبع ديوان له مقروء ومسموع.[2]
  - المركز السادس: (50) خمسون ألف درهم.[3]

## لجنة التحكيم
- د.عبد الملك مرتاض - الجزائر.
- د. صلاح فضل - مصر.
- د. علي بن تميم - الإمارات.
- غسان مسعود - سوريا .
- نايف الرشدان - السعودية.[4]
- د. أماني فؤاد (من الموسم العاشر).
- د. محمد حجو (من الموسم العاشر).[5]

## الموسم الأول
المركز الأول: كريم معتوق - الامارات
المركز الثاني: محمد ولد الطالب - موريتانيا.
المركز الثالث: جاسم الصحيح - السعودية.
المركز الرابع: روضة الحاج - السودان.
المركز الخامس: تميم البرغوثي - فلسطين.

## الموسم الثاني
المركز الأول: سيدى ولد بمبا - موريتانيا
المركز الثاني: محمد إبراهيم يعقوب - السعودية
المركز الثالث: أحمد بخيت - مصر.
المركز الرابع: مهند ساري - الأردن.
المركز الخامس: آدى ولد أدبا - موريتانيا.

## الموسم الثالث
المركز الأول: حسن بعيتى - سوريا.
المركز الثاني: بسام صالح مهدى - العراق.
المركز الثالث: تركى عبد الغنى - الأردن.
المركز الرابع: وليد الصراف - العراق.
المركز الخامس: حكمت حسن جمعه - سوريا.

## الموسم الرابع
المتسابقون:
| الرقم | اسم المتسابق      | الدولة     |
| ----- | ----------------- | ---------- |
| 1     | علي جبريل ديارا   | مالي       |
| 2     | عبدالعزيز الزراعي | اليمن      |
| 3     | منتظر الموسوي     | سلطنة عمان |
| 4     | عبدالحميد اليوسف  | قطر        |
| 5     | محمد غبريس        | لبنان      |
| 6     | مجتبى التتان      | البحرين    |
| 7     | نادية أحمد الملاح | البحرين    |
| 8     | مجدي بن عيسى      | تونس       |
| 9     | خالد بودريف       | المغرب     |
| 10    | صباح الدبي        | المغرب     |
| 11    | الزبير دردوخ      | الجزائر    |
| 12    | هشام الجخ         | مصر        |
| 13    | أحمد محمد حسن     | مصر        |
| 14    | نجاح مهدي فرحان   | العراق     |
| 15    | قاسم الشمري       | العراق     |
| 16    | باسل الكيلاني     | الأردن     |
| 17    | محمد العزام       | الأردن     |
| 18    | محمد تركي حجازي   | الأردن     |
| 19    | علا برقاوي        | فلسطين     |
| 20    | محمد أبو نصيرة    | فلسطين     |
| 21    | محمد علي خضور     | سوريا      |
| 22    | سمر علوش          | سوريا      |
| 23    | ماجد العضياني     | السعودية   |
| 24    | علي حسين النحوي   | السعودية   |

المركز الأول: عبد العزيز الزراعى - اليمن
المركز الثاني: هشام الجخ - مصر
المركز الثالث: منتظر الموسوي - سلطنة عمان
المركز الرابع: نجاح العرسان - العراق
المركز الخامس: محمد حجازي - الأردن

## الموسم الخامس
المتسابقون:
| الرقم | اسم المتسابق        | الدولة       |
| ----- | ------------------- | ------------ |
| 1     | سعد الهادي          | موريتانيا    |
| 2     | ناصر الدين باكرية   | الجزائر      |
| 3     | الشيخ ولد بلعمش     | موريتانيا    |
| 4     | باسل الكيلاني       | فلسطين       |
| 5     | منى الحاج           | السودان      |
| 6     | هزبر محمود          | العراق       |
| 7     | إيمان عبد الهادي    | الأردن       |
| 8     | خالد بودريف         | المغرب       |
| 9     | علاء جانب           | مصر          |
| 10    | يحيى وهاس           | اليمن        |
| 11    | أحمد حسن عبد الفضيل | مصر          |
| 12    | محمد أبوشرارة       | السعودية     |
| 13    | مناهل العساف        | الأردن       |
| 14    | هشام الصقري         | سلطنة عمان   |
| 15    | عبدالله الصديق      | المغرب       |
| 16    | عبدالله بيلا        | بوركينا فاسو |
| 17    | عبد المنعم الأمير   | العراق       |
| 18    | ليندا إبراهيم       | سوريا        |
| 19    | أحمد الأخرس         | الأردن       |
| 20    | رشا زقيزق           | مصر          |

المركز الأول: علاء جانب - مصر.
المركز الثاني: يحيى وهاس - اليمن.
المركز الثالث: الشيخ ولد بلعمش - موريتانيا.
المركز الرابع: هشام الصقرى - سلطنة عمان.
المركز الخامس: محمد أبو شرارة - السعودية.

## الموسم السادس
المركز الأول : حيدر العبدالله - السعودية
المركز الثاني: عصام خليفة - مصر
المركز الثالث: محمد ولد ادوم - موريتانيا
المركز الرابع: نذير الصميدعي - العراق
المركز الخامس: مناهل فتحى - السودان

## الموسم السابع
المركز الأول: إياد الحكمي - السعودية
المركز الثاني: طارق الصميلى - السعودية
المركز الثالث: حسن عامر - مصر
المركز الرابع: شيخنا عمر - موريتانيا
المركز الخامس: أفياء أمين - العراق

## الموسم الثامن
| المركز | المتسابق            | الدولة                   |
| ------ | ------------------- | ------------------------ |
| 1      | سلطان السبهان       | السعودية                 |
| 2      | شيخة المطيري        | الإمارات العربية المتحدة |
| 3      | مبارك سيد أحمد      | مصر                      |
| 4      | محمد الأمين جوب     | السنغال                  |
| 5      | عبد المنعم حسن محمد | مالي                     |
| 6      | هبة الفقي           | مصر                      |

## الموسم التاسع
| المركز | المتسابق            | الدولة    |
| ------ | ------------------- | --------- |
| 1      | سلطان الضيط         | السعودية  |
| 2      | محمد المامي         | موريتانيا |
| 3      | حوراء الهميلي       | السعودية  |
| 4      | زينب جبار           | العراق    |
| 5      | عمر الراجي          | المغرب    |
| 6      | السيد خلف أبو ديوان | مصر       |

## الموسم العاشر
| المركز | المتسابق                | الدولة                   |
| ------ | ----------------------- | ------------------------ |
| 1      | عائشة السيفي            | عُمان                     |
| 2      | نجاة الظاهري            | الإمارات العربية المتحدة |
| 3      | عبد الله بن محمد العنزي | السعودية                 |
| 4      | عبد الواحد بروك         | المغرب                   |
| 5      | إبراهيم توري            | السنغال                  |
| 6      | محمد محمود محاسنة       | الأردن                   |

## الموسم الحادي عشر
| المركز | المتسابق               | الدولة                   |
| ------ | ---------------------- | ------------------------ |
| 1      | عبد الرحمن الحميري     | الإمارات العربية المتحدة |
| 2      | عبد الواحد عمران       | اليمن                    |
| 3      | يزن عيسى               | سوريا                    |
| 4      | عثمان الهيشو قرابشي    | المغرب                   |
| 5      | المختار عبد الله صلاحي | موريتانيا                |
| 6      | أسماء الحمادي          | الإمارات العربية المتحدة |

## وصلات خارجية
- أمير الشعراء - موقع المسابقة.